# Campionati mondiali di sci di velocità
I Campionati mondiali di sci di velocità sono una competizione di sci di velocità organizzata dalla FIS e si disputano dal 1995 con cadenza annuale. L'evento era a cadenza biennale fino all'edizione 2023, anno in cui ha preso il posto degli Speed Masters, organizzati a Vars, rappresentando l'appuntamento con cui si prova a superare il record del mondo (condizioni meteo permettendo).
Precedentemente all'introduzione da parte della FIS dei campionati mondiali erano presenti altre competizioni che assegnavano il titolo di Campione del Mondo, organizzate però da altre federazioni senza la supervisione della federazione internazionale.
Attualmente la competizione include le categorie S1 e S2 Junior. Fino all'edizione 2017 erano classificati anche gli atleti senior di categoria S2 (ex SDH/Production).

## Albo d'oro

### Categoria S1 (Speed One)

#### Uomini
| Edizione | Luogo                      | Oro                        | Argento                     | Bronzo                       |
| -------- | -------------------------- | -------------------------- | --------------------------- | ---------------------------- |
| 1995     | Ylläs                      | Philippe Goitschel Francia | Bengt Jonnson Svezia        | Esa Maata Finlandia          |
| 1999     | Idre                       | Philippe Goitschel Francia | Jyrki Jokipii Finlandia     | Johan Rousseau Francia       |
| 2001     | Breuil-Cervinia            | Jukka Viitasaari Finlandia | Philippe Goitschel Francia  | Serge Perroud Francia        |
| 2003     | Salla                      | Jukka Viitasaari Finlandia | John Hembel Stati Uniti     | Marc Poncin Regno Unito      |
| 2005     | Breuil-Cervinia            | Simone Origone Italia      | Philippe May Svizzera       | Ross Anderson Stati Uniti    |
| 2007     | Verbier                    | Simone Origone Italia      | Philippe May Svizzera       | Bastien Montes Francia       |
| 2009     | Vars                       | Simone Origone Italia      | Philippe May Svizzera       | Jonathan Moret Svizzera      |
| 2011     | Verbier                    | Simone Origone Italia      | Ivan Origone Italia         | Bastien Montes Francia       |
| 2013     | Vars                       | Simone Origone Italia      | Bastien Montes Francia      | Simon Billy Francia          |
| 2015     | Pas de la Casa/Grandvalira | Ivan Origone Italia        | Simone Origone Italia       | Klaus Schrottshammer Austria |
| 2017     | Idre                       | Bastien Montes Francia     | Manuel Kramer Austria       | Klaus Schrottshammer Austria |
| 2019     | Vars                       | Simone Origone Italia      | Simon Billy Francia         | Klaus Schrottshammer Austria |
| 2022     | Vars                       | Simon Billy Francia        | Manuel Kramer Austria       | Simone Origone Italia        |
| 2023     | Vars                       | Simon Billy Francia        | Simone Origone Italia       | Manuel Kramer Austria        |
| 2024     | Vars                       | Simon Billy Francia        | Radim Palan Repubblica Ceca | Manuel Kramer Austria        |
| 2025     | Vars                       | Simon Billy Francia        | Manuel Kramer Austria       | Simone Origone Italia        |

#### Donne
| Edizione | Luogo                      | Oro                         | Argento                                     | Bronzo                     |
| -------- | -------------------------- | --------------------------- | ------------------------------------------- | -------------------------- |
| 1995     | Ylläs                      | Cheryl Sandercock Canada    | Anna Morin Svezia                           | Liss Petterson Norvegia    |
| 1999     | Idre                       | Karine Dubouchet Francia    | Carolyn Curl Stati Uniti                    | Tracie Sachs Stati Uniti   |
| 2001     | Breuil-Cervinia            | Karine Dubouchet Francia    | Jaana Viitasaari Finlandia                  | Tracie Sachs Stati Uniti   |
| 2003     | Salla                      | Jaana Viitasaari Finlandia  | Tracie Sachs Stati Uniti                    | Kati Matsaepelto Finlandia |
| 2005     | Breuil-Cervinia            | Tracie Sachs Stati Uniti    | Kati Matsaepelto Finlandia                  | Elena Banfo Italia         |
| 2007     | Verbier                    | Sanna Tidstrand Svezia      | Elena Banfo Italia                          | Emeli Wolff Svezia         |
| 2009     | Vars                       | Karine Dubouchet Francia    | Elena Banfo Italia e Sanna Tidstrand Svezia | non assegnato              |
| 2011     | Verbier                    | Karine Dubouchet Francia    | Linda Baginski Svezia                       | Sanna Tidstrand Svezia     |
| 2013     | Vars                       | Lise Ann Peterssen Norvegia | Sanna Tidstrand Svezia                      | Karine Dubouchet Francia   |
| 2015     | Pas de la Casa/Grandvalira | Valentina Greggio Italia    | Linda Baginski Svezia                       | Lisa Hovland Udén Svezia   |
| 2017     | Idre                       | Valentina Greggio Italia    | Karine Dubouchet Francia                    | Lisa Hovland Udén Svezia   |
| 2019     | Vars                       | Britta Backlund Svezia      | Lisa Hovland Udén Svezia                    | Valentina Greggio Italia   |
| 2022     | Vars                       | Valentina Greggio Italia    | Clea Martinez Francia                       | Britta Backlund Svezia     |
| 2023     | Vars                       | Britta Backlund Svezia      | Valentina Greggio Italia                    | Clea Martinez Francia      |
| 2024     | Vars                       | Valentina Greggio Italia    | Clea Martinez Francia                       | Mathilda Persson Svezia    |
| 2025     | Vars                       | Valentina Greggio Italia    | Agnes Abrahamsson Svezia                    | Clea Martinez Francia      |

### Categoria SDH (Speed Downhill)

#### Uomini
| Edizione | Luogo                      | Oro                       | Argento                   | Bronzo                     |
| -------- | -------------------------- | ------------------------- | ------------------------- | -------------------------- |
| 2005     | Breuil-Cervinia            | Tero Hietala Finlandia    | Antti Piipponen Finlandia | Alexandre Barblan Svizzera |
| 2007     | Verbier                    | Markus Münzer Austria     | Mathieu Sage Francia      | Alexandre Barblan Svizzera |
| 2009     | Vars                       | Gregory Meichtry Svizzera | Marc Poncin Regno Unito   | Markus Münzer Austria      |
| 2011     | Verbier                    | Markus Münzer Austria     | Gregory Meichtry Svizzera | Stefano Bar Italia         |
| 2013     | Vars                       | Gregory Meichtry Svizzera | Günter Foidl Austria      | Sebastian Lindblom Svezia  |
| 2015     | Pas de la Casa/Grandvalira | Günter Foidl Austria      | Erik Backlund Svezia      | Manuel Kramer Austria      |
| 2017     | Idre                       | Gregory Meichtry Svizzera | Sebastian Lindblom Svezia | Marc Amann Germania        |

#### Donne
| Edizione | Luogo                      | Oro                            | Argento                  | Bronzo                     |
| -------- | -------------------------- | ------------------------------ | ------------------------ | -------------------------- |
| 2005     | Breuil-Cervinia            | non disputato                  | non disputato            | non disputato              |
| 2007     | Verbier                    | Jennifer Romano Francia        | Clarisse Jasmin Francia  | -                          |
| 2009     | Vars                       | Anne Caroline Chausson Francia | -                        | -                          |
| 2011     | Verbier                    | non disputato                  | non disputato            | non disputato              |
| 2013     | Vars                       | Valentina Greggio Italia       | Celia Martinez Francia   | Audrey Passet Francia      |
| 2015     | Pas de la Casa/Grandvalira | Seraina Murk Svizzera          | Birgit Kohlmaier Austria | Audrey Passet Francia      |
| 2017     | Idre                       | Cléa Martinez Francia          | Justine Theillet Francia | Nicoline Nielsen Danimarca |

## Medagliere per Nazione
|             | Uomini   | Uomini   | Uomini   | Uomini |  | Donne    | Donne    | Donne    | Donne  |  | Totale   | Totale   | Totale   | Totale |
| Nazione     | 1º posto | 2º posto | 3º posto | Totale |  | 1º posto | 2º posto | 3º posto | Totale |  | 1º posto | 2º posto | 3º posto | Totale |
| ----------- | -------- | -------- | -------- | ------ |  | -------- | -------- | -------- | ------ |  | -------- | -------- | -------- | ------ |
| Italia      | 7        | 3        | 2        | 12     |  | 5        | 3        | 2        | 10     |  | 12       | 6        | 4        | 22     |
| Francia     | 7        | 3        | 5        | 15     |  | 4        | 3        | 3        | 10     |  | 11       | 6        | 8        | 25     |
| Finlandia   | 2        | 1        | 1        | 4      |  | 1        | 2        | 1        | 4      |  | 3        | 3        | 2        | 8      |
| Svezia      | 0        | 1        | 0        | 1      |  | 3        | 7        | 6        | 16     |  | 3        | 8        | 6        | 17     |
| Stati Uniti | 0        | 1        | 1        | 2      |  | 1        | 2        | 2        | 5      |  | 1        | 3        | 3        | 7      |
| Norvegia    | 0        | 0        | 0        | 0      |  | 1        | 0        | 1        | 2      |  | 1        | 0        | 1        | 2      |
| Canada      | 0        | 0        | 0        | 0      |  | 1        | 0        | 0        | 1      |  | 1        | 0        | 0        | 1      |
| Austria     | 0        | 3        | 5        | 8      |  | 0        | 0        | 0        | 0      |  | 0        | 3        | 5        | 8      |
| Svizzera    | 0        | 3        | 1        | 4      |  | 0        | 0        | 0        | 0      |  | 0        | 3        | 1        | 4      |
| Rep. Ceca   | 0        | 1        | 0        | 1      |  | 0        | 0        | 0        | 0      |  | 0        | 1        | 0        | 1      |
| Regno Unito | 0        | 0        | 1        | 1      |  | 0        | 0        | 0        | 0      |  | 0        | 0        | 1        | 1      |